# Eurhynchium africanum
Eurhynchium africanum là một loài rêu trong họ Brachytheciaceae. Loài này được Herzog mô tả khoa học đầu tiên năm 1937.